# خانه سید حاجی روحانی
منزل سید حاجی روحانی مربوط به اوایل دوره قاجار است و در قم، خیابان انقلاب، کوچه ۱۷، کوچه شهید وفاداران، مقابل مسجد آقاروحانی واقع شده و این اثر در تاریخ ۱۹ اسفند ۱۳۸۰ با شمارهٔ ثبت ۴۸۷۰ به‌عنوان یکی از آثار ملی ایران به ثبت رسیده است.